# Tichý Potok
Tichý Potok é um município da Eslováquia, situado no distrito de Sabinov, na região de Prešov. Tem 62,6 km² de área e sua população em 2018 foi estimada em 322 habitantes.

## Demografia
| Ano:        | 1994 | 2004   | 2014    | 2024   |
| ----------- | ---- | ------ | ------- | ------ |
| Broj ljudi: | 419  | 397    | 339     | 331    |
| Razlika:    |      | -5,25% | -14,60% | -2,35% |

| Ano:               | 2023 | 2024   |
| ------------------ | ---- | ------ |
| Número de pessoas: | 327  | 331    |
| Diferença:         |      | +1,22% |